# 15448 Siegwarth
15448 Siegwarth è un asteroide della fascia principale. Scoperto nel 1998, presenta un'orbita caratterizzata da un semiasse maggiore pari a 2,6687288 UA e da un'eccentricità di 0,0171047, inclinata di 2,52080° rispetto all'eclittica.